# Aggertalsperre
De Aggertalsperre is een stuwmeer in het Oberbergische Land, welke gelegen is tussen de steden Gummersbach, Bergneustadt en Meinerzhagen in Noordrijn-Westfalen (Duitsland).
Het stuwmeer in het Aggerdal wordt voorzien door de riviertjes de Agger, Genkel en Rengse van water voorzien en heeft een capaciteit van 20,5 miljoen kubieke meter. Het meer strekt zich uit over zo'n 120 tot 150 hectare (afhankelijk van de waterstand). De stuwdam is 225 tot 230 meter breed en 45 meter hoog. De bouw van dam is gestart in 1927 en in 1929 was de dam klaar.
Het stuwmeer zorgt voor stroomopwekking door middel van een waterkrachtcentrale, bescherming tegen het water en drinkwater. De centrale levert tussen de 2,25 en 3 megawatt.

## Afbeeldingen

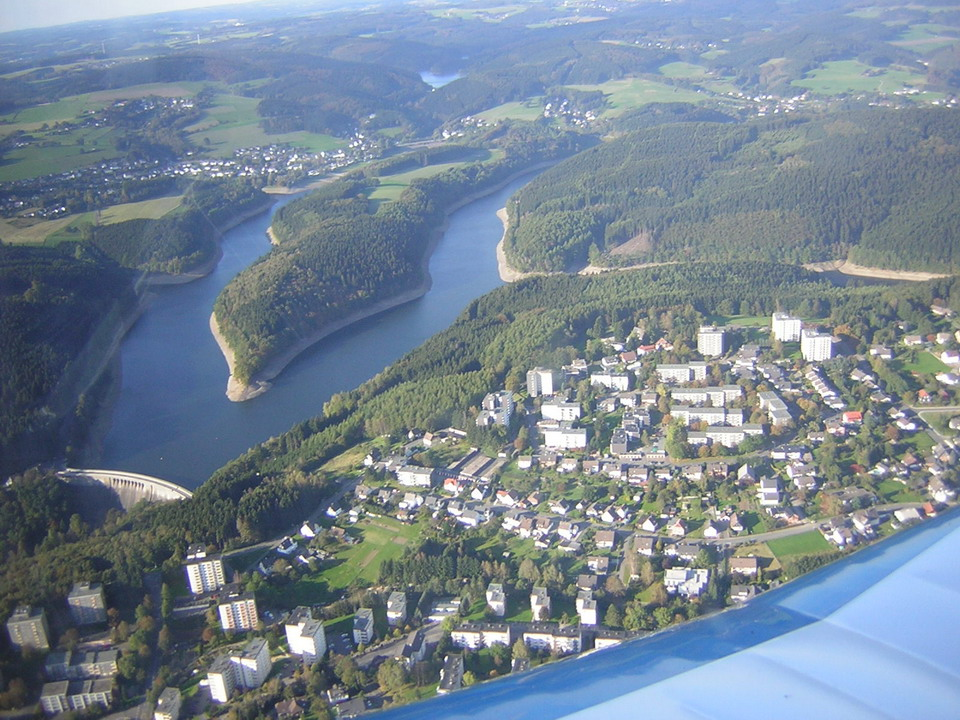
Overzicht: in de voorgrond Hackenberg, in de achtergrond Lantenbach
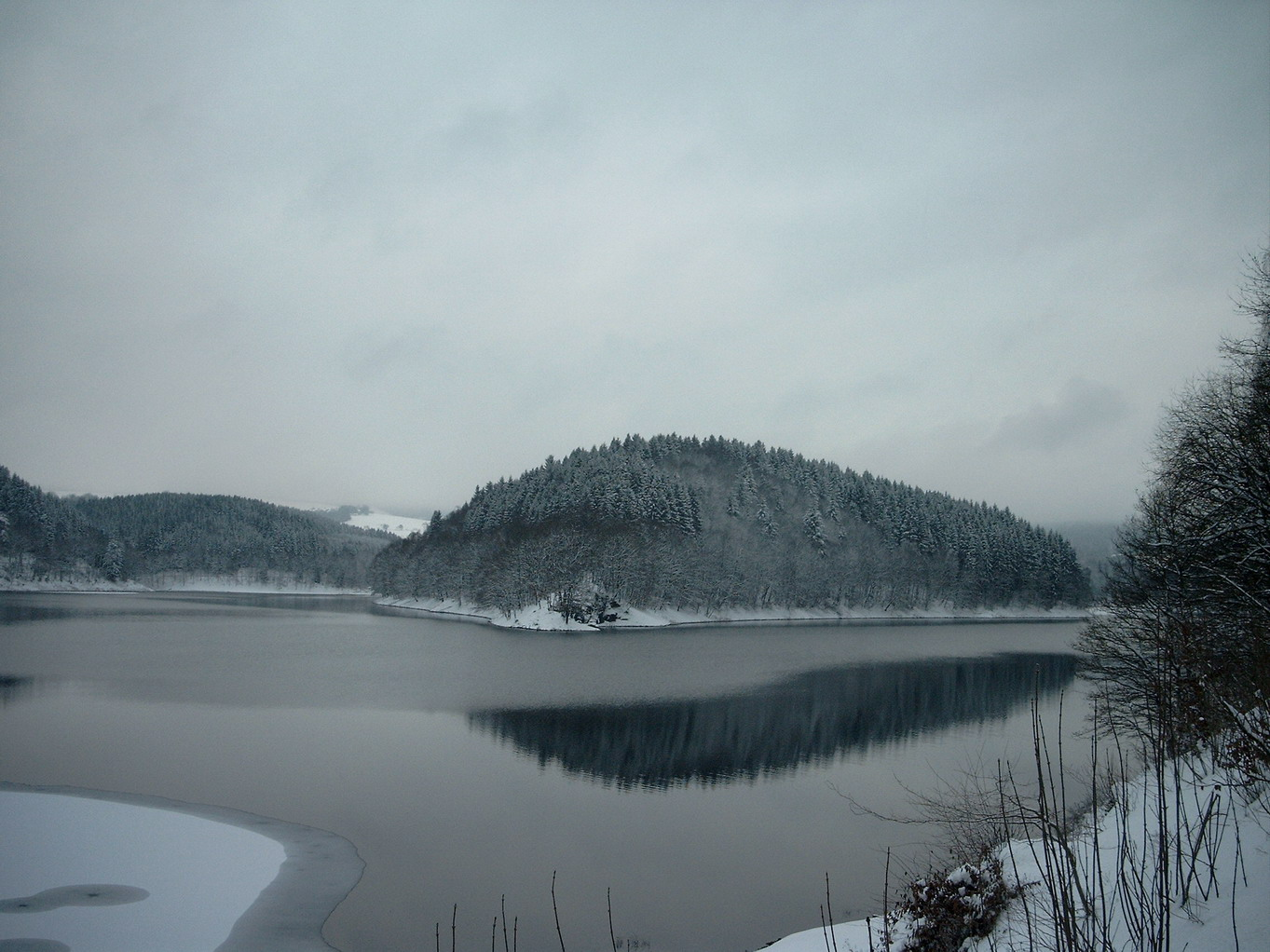
Aggertalsperre in de winter